# Johan Ahlström
Johan Olof Ahlström, född 19 september 1830, död 2 november 1904 i Stockholm, var en svensk storbyggmästare och arkitekt. 

## Biografi
Ahlström var elev på Högre byggnadsskolan vid Konstakademien mellan 1848 och 1856 samt 1855 verksgesäll hos byggmästaren Axel Alm. År 1857 erhöll han burskap som byggmästare. Han tillträdde Murmestare Embetet 1862. År 1867 bildade han tillsammans med badläkaren Carl Curman Stockholms Badhusaktiebolag.
År 1881 blev han ordförande i Murmestare Embetet. Den befattningen innehade han till sin död 1904. Ahlströms företag uppförde omkring 22 nybyggen i Stockholm, däribland Kungliga biblioteket (1871–1877), Musikaliska akademien (1874–1876) och tillbyggnad för Berns salonger samt Karolinska institutet, dessutom många bostadshus, flera längs Sturegatans nedre del. Han ägde även den mark, där Sturegatan skulle anläggas i slutet av 1800-talet och skänkte den till Stockholms stad.
Tillsammans med sin hustru Andrina, född Wahlberg (1832–1908) fick han fyra barn, där dottern Anna Ahlström skulle bli den mest kända och bland annat Sveriges första kvinnliga doktor i romanska språk (1899). Han fann sin sista vila i familjegraven på Norra begravningsplatsen tillsammans med hustru och barn.